# Tetrastichus punjabensis
Tetrastichus punjabensis är en stekelart som först beskrevs av Chandy Kurian 1952.  Tetrastichus punjabensis ingår i släktet Tetrastichus och familjen finglanssteklar. Inga underarter finns listade i Catalogue of Life.